# Cato, New York
Cato är en kommun i Cayuga County i delstaten New York, USA.